# Lierse SK
Koninklijke Lierse Sportkring (normalt bare kendt som Lierse SK eller bare Lierse) er en belgisk fodboldklub fra byen Lier i Flandern. Klubben spiller i landets bedste liga, Belgiske Pro League, og har hjemmebane på Herman Vanderpoortenstadion. Klubben blev grundlagt den 6. marts 1906, og har siden da vundet fire belgiske mesterskaber og to pokaltitler.

## Titler
- Belgiske Mesterskab (4): 1932, 1942, 1960 og 1997

- Belgiske Pokalturnering (2): 1969 og 1999

## Kendte spillere
- Jan Ceulemans
- Jean-Marie Pfaff
- Erwin Vandenbergh
- Kjetil Rekdal
- Jostein Flo
- Arouna Koné

## Danske spillere
- Kenneth Brylle
- Kim Christofte